# Polycoccum marmoratum
Polycoccum marmoratum är en svampart som tillhör divisionen sporsäcksvampar och som först beskrevs av August von Krempelhuber och som fick sitt nu gällande namn av David Leslie Hawksworth och Brian John Coppins. 
Polycoccum marmoratum ingår i släktet Didymocyrtis och familjen Dacampiaceae. Arten är reproducerande i Sverige.